# SOS (Avicii-sang)
SOS er en single af den svenske DJ Avicii. Sangen blev udgivet den 10. april 2019, som den første single fra det posthume album TIM, der blev udgivet den 6. juni 2019. SOS er Aviciis første posthume udgivelse efter hans død i april 2018. SOS er sunget af den amerikanske sanger Aloe Blacc, som også samarbejdede med Avicii på hitsinglen "Wake Me Up" fra 2013. SOS er skrevet af Tim Bergling (Avicii), Albin Nedler og Kristoffer Fogelmark. SOS sampler "No Scrubs" af TLC, som er skrevet af Tameka Cottle, Kandi Burruss og Kevin Briggs. Sangens indtjeninger går til Tim Bergling Foundation, der forebygger psykisk sygdom hos unge i Sverige.

## Baggrund
Ifølge Berglings biografi, Tim - Biografien om Avicii, blev Bergling bedt om at lave en liste med sangskrivere, han ville samarbejde med, og Fogelmark og Nedler var øverst på listen. De ankom til hans hus i Hollywood i slutningen af februar 2018, og Bergling forlod huset i begyndelsen af april. Dog blev de der helt til hans død i april, hvor de arbejdede sammen med bl.a. MØ på hendes nye album. Bergling var på det tidspunkt i Oman, hvor han også døde. Da Bergling døde forlod de huset, og de fortsatte først med produktionen af SOS i oktober samme år.
SOS blev oprindeligt produceret i marts 2018, hvor Bergling sammen med Kristoffer Fogelmark og Albin Nedler arbejdede på sangene til hans kommende album. Sangen var en samling af flere forskellige demoer der blev kombineret. Fogelmark og Nedler mødtes først med Bergling i 2015, hvor de sammen producerede sangen "Pure Grinding", fra hans andet studiealbum Stories.
Oprindeligt blev sangen sunget af Kristoffer Fogelmark, der også går under kunstnernavnet Bonn, men inden Berglings død ønskede han at Aloe Blacc skulle synge vokalerne i stedet. Blacc har tidligere arbejdet sammen med Bergling på sangene "Wake Me Up" og "Liar Liar", som begge er fra hans debutalbum True fra 2013. Sangen var færdiggjort inden hans død, bortset fra vokalerne som blev tilføjet efter. 
Fogelmark og Nedler har fortalt at melodien kommer fra de originale MIDI-filer, som lå på Berglings computer. Derfor er melodien man hører den originale som han selv har spillet. Sangen er skrevet i flere dele, og stemning og lyd skifter derfor meget. Droppet der spillet på SOS var ikke tiltænkt sangen originalt, men Fogelmark og Nedler overtalte Bergling til at bruge det drop, som var en del af en anden demo de arbejdede på. SOS blev annonceret sammen med resten af albummet den 5. april 2019 af Berglings familie.

## Musikvideo
Samme dag som SOS blev udgivet, blev en musikvideo udgivet på Avicii's YouTube-kanal. Videoen indeholder en baggrund fyldt med Aviciis logoer, imens der bliver vist beskeder, som hans fans har skrevet på "memory board" via hans hjemmeside. I baggrunden former hans logoer sig sammen med beskederne, hvor den fx former sig som Eiffeltårnet, da en besked fra Frankrig bliver vist. I beskederne fortæller hans fans, hvordan Avicii har haft en indflydelse på deres liv. Til sidst former der sig et stort avicii-logo, mens man zoomer ud på de mange beskeder, der bliver flere og flere. Pr. juni 2024 har musikvideoen 117 millioner visninger.

## Kommerciel succes
SOS peakede som nummer 68 på Billboard Hot 100, som var hans højeste siden Hey Brother, der nåede nummer 16 i 2014. RIAA har givet SOS Guld-certificering med over 500.000 solgte eksemplarer. På Billboards Dance Club hitliste, nåede den nummer 1, og den nåede nummer 2 for hele 2019. Det er dermed hans fjerde-største single på listen, overgået af "I Could Be The One", "Wake Me Up" og "Levels".
SOS havde også stor succes i Skandinavien. SOS havde størst succes i Sverige, hvor det blev den bedst sælgende sang i 2019. I Danmark, nåede SOS nummer 4 på den danske hitliste, og den var nummer 21 på årslisten for 2019. Den blev også certificeret med 2xPlatinum med over 180.000 solgte enheder.  I Norge lå den nummer to på den norske VG-liste.
På de forskellige streamingtjenester har SOS også haft stor succes. På Spotify nåede den nummer 4 globalt i "Uge 25. april", med over 23 millioner afspilninger. I året 2019, nåede den nummer 6 over de mest afspillede sange. På Spotify har SOS pr. februar 2025 807 millioner afspilninger.

## Hitlister
| Hitliste (2019)                                  | Højeste position |
| ------------------------------------------------ | ---------------- |
| Australien (ARIA)                                | 7                |
| Australia Dance (ARIA)                           | 1                |
| Østrig (Ö3 Austria Top 40)                       | 4                |
| Belgien (Ultratop 50 Flanderen)                  | 2                |
| Belgien Dance (Ultratop Flanderen)               | 1                |
| Belgien (Ultratop 50 Vallonien)                  | 7                |
| Belgien Dance (Ultratop Vallonien)               | 1                |
| Canada (Canadian Hot 100)                        | 13               |
| Canada CHR/Top 40 (Billboard)                    | 31               |
| China Airplay/FL (Billboard)                     | 5                |
| Colombia (National-Report)                       | 76               |
| Croatia (HRT)                                    | 1                |
| Tjekkiet (Rádio Top 100)                         | 1                |
| Tjekkiet (Singles Digitál Top 100)               | 4                |
| Danmark (Track Top-40)                           | 4                |
| Ecuador (National-Report)                        | 23               |
| Euro Digital Songs (Billboard)                   | 2                |
| Finland (Suomen virallinen lista)                | 1                |
| Frankrig (SNEP)                                  | 49               |
| Tyskland (Official German Charts)                | 8                |
| Germany Dance (Official German Charts)           | 1                |
| Greece (IFPI)                                    | 17               |
| Ungarn (Single Top 40)                           | 12               |
| Ungarn (Stream Top 40)                           | 3                |
| Irland (IRMA)                                    | 5                |
| Italien (FIMI)                                   | 17               |
| Japan (Japan Hot 100)                            | 19               |
| Latvia (LAIPA)                                   | 6                |
| Lithuania (AGATA)                                | 6                |
| Lebanon (Lebanese Top 20)                        | 5                |
| Mexico Ingles Airplay (Billboard)                | 35               |
| Holland (Dutch Top 40)                           | 1                |
| Netherlands (Mega Top 50)                        | 1                |
| Holland (Single Top 100)                         | 2                |
| New Zealand (RIANZ)                              | 11               |
| Norge (VG-lista)                                 | 2                |
| Polen (Polish Airplay Top 100)                   | 2                |
| Portugal (AFP)                                   | 44               |
| Romania (Airplay 100)                            | 24               |
| Skotland (Official Charts Company)               | 6                |
| Slovakiet (Rádio Top 100)                        | 6                |
| Slovakiet (Singles Digitál Top 100)              | 3                |
| Slovenia (SloTop50)                              | 4                |
| Spanien (PROMUSICAE)                             | 56               |
| Sverige (Sverigetopplistan)                      | 1                |
| Schweiz (Schweizer Hitparade)                    | 3                |
| Storbritannien Singles (Official Charts Company) | 6                |
| USA Billboard Hot 100                            | 68               |
| USA Dance Club Songs (Billboard)                 | 1                |
| USA Hot Dance/Electronic Songs (Billboard)       | 6                |
| Venezuela (National-Report)                      | 10               |

| Hitliste (2019)                           | Position |
| ----------------------------------------- | -------- |
| Australia (ARIA)                          | 59       |
| Austria (Ö3 Austria Top 40)               | 20       |
| Belgium (Ultratop Flanders)               | 18       |
| Belgium (Ultratop Wallonia)               | 39       |
| Canada (Canadian Hot 100)                 | 71       |
| Denmark (Tracklisten)                     | 21       |
| Germany (Official German Charts)          | 36       |
| Iceland (Plötutíðindi)                    | 28       |
| Ireland (IRMA)                            | 26       |
| Latvia (LAIPA)                            | 62       |
| Netherlands (Dutch Top 40)                | 15       |
| Netherlands (Single Top 100)              | 24       |
| Poland (ZPAV)                             | 26       |
| Portugal (AFP)                            | 131      |
| Slovenia (SloTop50)                       | 25       |
| Sweden (Sverigetopplistan)                | 1        |
| Switzerland (Schweizer Hitparade)         | 25       |
| UK Singles (Official Charts Company)      | 34       |
| US Dance Club Songs (Billboard)           | 2        |
| US Hot Dance/Electronic Songs (Billboard) | 12       |